# Supercopa da CAF de 2018
A Supercopa da CAF de 2018 (oficialmente a Supercopa Total CAF 2018 por motivos de patrocínio) foi a 26ª edição organizada pela Confederação Africana de Futebol (CAF), entre os vencedores das temporadas anteriores. as duas competições de clubes da CAF na temporada, a Liga dos Campeões da CAF e a Copa das Confederações da CAF .
A partida contou com a estreia do VAR no continente africano . Esta foi a primeira partida na história do futebol africano que contou oficialmente com o auxílio do sistema de árbitro de vídeo, que utiliza câmeras para revisão de lances importantes como marcação de pênaltis, anulação de gols ou expulsão de atletas. A Confederação Africana de Futebol (CAF) havia feito testes com a tecnologia durante o Campeonato de Nações Africanas (CHAN) no começo deste ano.

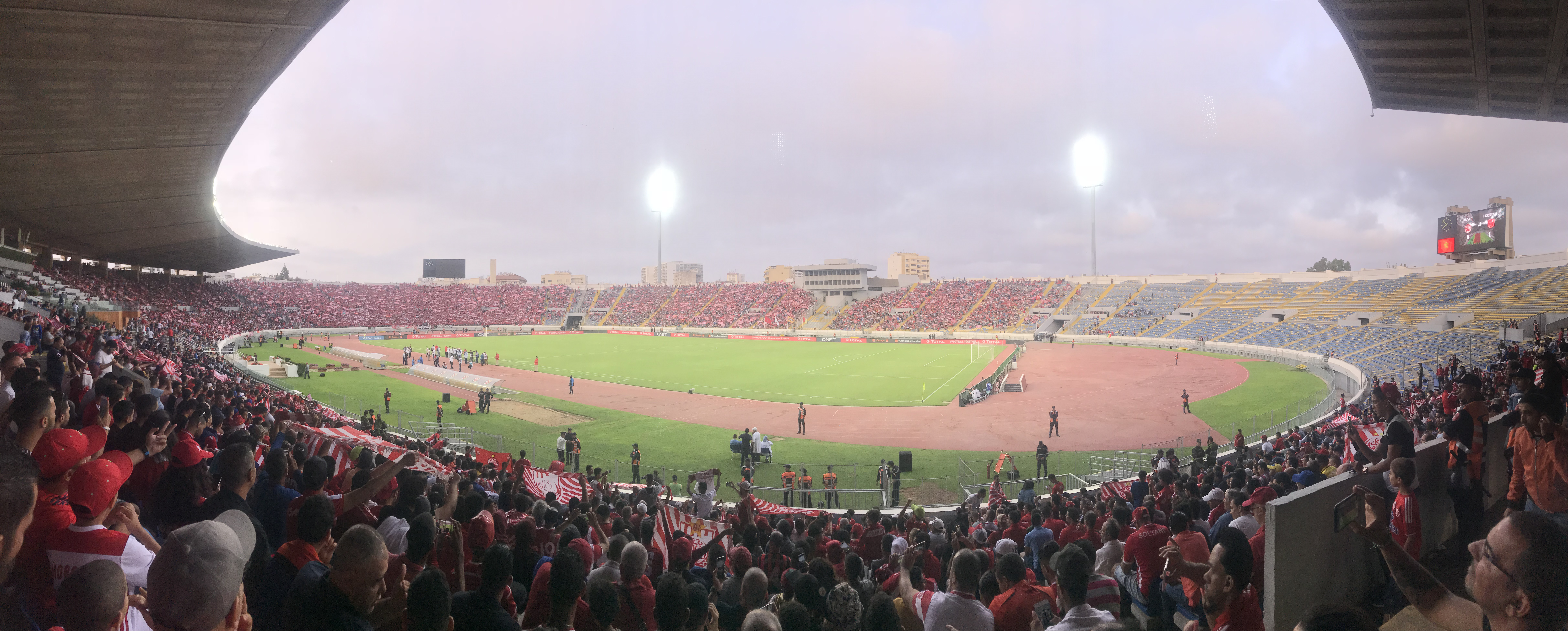
Estádio Mohammed V

## Equipes

WAC x TPM

Estatísticas
| Equipe  | Qualificação                                     | Participação anterior (negrito indica vencedores) |
| ------- | ------------------------------------------------ | ------------------------------------------------- |
| Wydad   | Vencedor - Liga dos Campeões da CAF de 2017      | 2 ( 1993 , 2003 )                                 |
| Mazembe | Vencedor - Copa das Confederações da CAF de 2017 | 4 ( 2010 , 2011 , 2016 , 2017 )                   |

## Detalhes da partida
| 24 de fevereiro de 2018 | Wydad         | 1 – 0 | Mazembe | Estádio Mohammed V, Casablanca         |
|                         | Tighazoui 83' |       |         | Público: 45,000 Árbitro: Janny Sikazwe |

| Wydad | Mazembe |

Técnicos
- Faouzi Benzarti - WAC
- Mihayo Kazembe - TPM

## Campeão
| Supercopa da CAF de 2018  |
| Marrocos                  |
| ------------------------- |
| Wydad Campeão (1º título) |
| técnico : Faouzi Benzarti |